# 宮前侑平
宮前 侑平（みやまえ ゆうへい、1991年1月17日 - ）は、日本の俳優であり、神戸・清盛隊のメンバーである。愛称は、ゆーみん。
徳島県美馬市出身。アイランドプロモーション所属。

## 略歴
大阪ダンス＆アクターズ専門学校卒業。
在校生時代からテレビドラマ等に出演。
卒業後、神戸・清盛隊のメンバーに選ばれる。
舞台や映像作品などで活躍中。

## 出演

### 映画
- ろくでなしに送る歌（立命館大学短編映画）吉田剛志役（2013年）[2]

### 映像作品
- アグリの里で シェフ役（2013年）[3]
- 懐かしのたこせん（NHKミニミニ映像大賞）（2014年） シェフ役[4]
- 夢十夜（カットノベル作品）自分役（2017年）[5]

### テレビドラマ
- SP〜警視庁警護課4（2014年、テレビ朝日） SP 役
- スペシャリスト3（2015年、テレビ朝日） 織旗 誠 役

### 舞台
- 神戸・清盛隊（2011年）平重衡 役
- 阿倍仲麻呂伝 「天空の月」（2016年） 羽栗吉麻呂 役[6]
- 劇団ZTON「天狼ノ星(天の章・地の章)」（2017年） ニソロ 役[7]

### ラジオ
- ホームランドームpresents 王様ラジオキッズ夏の拡大版スペシャル 吉川友 ラストサマーに【花】スペシャル（2015年、ラジオ関西） MC

### ネット番組
- めりぃとＪ裕之のむぃむぃTV（2015年） ゲスト[8]
- めりぃとＪ裕之のむぃむぃTV（2016年） MC[9]